# Al och Brock
Al och Brock (franska: Al et Brock) är en belgisk tecknad serie av Christian Denayer och A P Duchateau.
Serien hette ursprungligen Les Casseurs (Bråkmakarna). Serien gick på svenska i bland andra Helgonet och Super-Tempo. Några album gavs ut på svenska av Winthers Förlag, under titeln Bråkmakarna.

## Albumutgivning (Bråkmakarna)[1]
- 1980 – 1. Fantom-gangsterna
- 1980 – 2. Sabotage
- 1980 – 3. Operation Mammut